# Siljan
För andra betydelser, se Siljan (olika betydelser).
Siljan i Dalarna är Sveriges till storleken sjunde största insjö. Sjön ligger 161 meter över havet och ytan är 293 kvadratkilometer. Tillsammans med angränsande Orsasjön och Insjön är ytan 354 kvadratkilometer. Största djup är 134 meter. Utflödet går via Österdalälven till Dalälven.

## Namn
| Socken          | Namn           | Böjning                      |
| --------------- | -------------- | ---------------------------- |
| Älvdalen        | Sil’n          | ackusativ Silan, dativ Silam |
| Våmhus          | Sil’n          | ack. Siljan, dat. Silam      |
| västra Mora     | Siljan         | dat. Siljam                  |
| östra Mora      | Siljä′nn       | dat. Silja′mm                |
| västra Sollerön | Siljad’n       | dat. Siljadim                |
| Sollerön        | Syljan         | dat. Syljam                  |
| Orsa            | Silin          | ack. Silån, dat. Silåm       |
| Rättvik         | Sôljôn         |                              |
| Siljansnäs      | Seljen         |                              |
| Leksand         | Sôljôn, Säljôn |                              |
| Djura           | Säljän         |                              |
| Äppelbo         | Silljan        |                              |
| Malung          | Sälin          | dat. Säljam                  |
| Lima            | Silin          | dat. Silom, Seljam           |
| Ore             |                | dat. Siljam                  |

Namnet Siljan är tidigast belagt år 1442 i frasen nordhan Silghis sio ’norr om Siljans sjö’. Namnet stammar från en icke-belagd fornsvensk form *Sylghir, som sedan har ombildats till att ansluta andra sjönamn på -an. Namnet är besläktat med ett gotländskt dialektord sylgå ’ränna på havsbotten’ och det svenska verbet svälja. Längs med Siljans sjöbotten löper nämligen en djup ränna från ett område söder om Mora ned i Österviken vid Leksand, som på sina håll är över 100 meter djup.
Enligt Johan Ernst Rietz skulle namnet höra samman med ordet sel ’lugnvatten’, men enligt Elof Hellquist omöjliggörs denna tolkning av den äldre formen Silghis sio.
På de dalmål som talas i socknarna runt Siljan har sjön varierade namn som i flera socknar traditionellt böjs efter kasus.

## Historia
För 365 miljoner år sedan slog en meteorit ned med enorm kraft och bildade det som idag kallas för Siljansringen. Siljan, Orsasjön, Skattungen, Oresjön och småsjöarna i Bodadalen är meteorkraterns yttre ring.
Kratern mäter 50 km i diameter, största djup 160 m, och är den största kända nedslagsplatsen i Europa.
Österviken har bildats senare som en glaciärdalgång i sydlig riktning under den senaste istiden.

## Siljansområdet
Området utgörs av Siljans och Orsasjöns vattensystem med anslutande terräng, samt området längs Siljansringen. Berggrunden runt Siljan består, förutom av det prekambriska urberget, av sedimentära bergarter från framför allt ordovicium och silur.
Dessa ställdes på kant vid det meteoritnedslag som bildade Siljan och finns därför bevarade idag. Området är typområde för många fossil och därför geologiskt viktigt ur en global synvinkel. Det finns många aktiva och nedlagda stenbrott i området. Ett exempel på ett nedlagt stenbrott som levt upp igen är Draggängarna utanför Rättvik som numera rymmer amfiteatern Dalhalla.
Inom området finns ett omfattande nät av vandrings- och cykelleder, samt skidspår. Siljansleden omfattar 34 mil vandringsleder i omväxlande bygd och obygd, mestadels följande de gamla fäbodstigarna och med rastplatser och övernattningsstugor på lämpliga ställen. Badplatser finns runt hela Siljan och Orsasjön. Som frilufts- och rekreationsområde har Siljanstrakten en lång historia. Redan tidigt uppfördes hälsobrunnar och friluftsbad i området. Siljanområdet besöks årligen av hundratusentals människor. Både Sollerön och Skattungen ingår i Siljansområdet och är av riksintresse för friluftslivet. Även Gesunda-fjärden är intressant för friluftslivet. I Siljansområdet finns även landets äldsta lokalradiostation som fortfarande sänder lokalt, Radio Siljan. De sänder dagligen året om och ger bland annat turister i området värdefull turistinformation.
Fornlämningar på Sollerön från senare delen av järnåldern (vikingatiden).

## Bilder

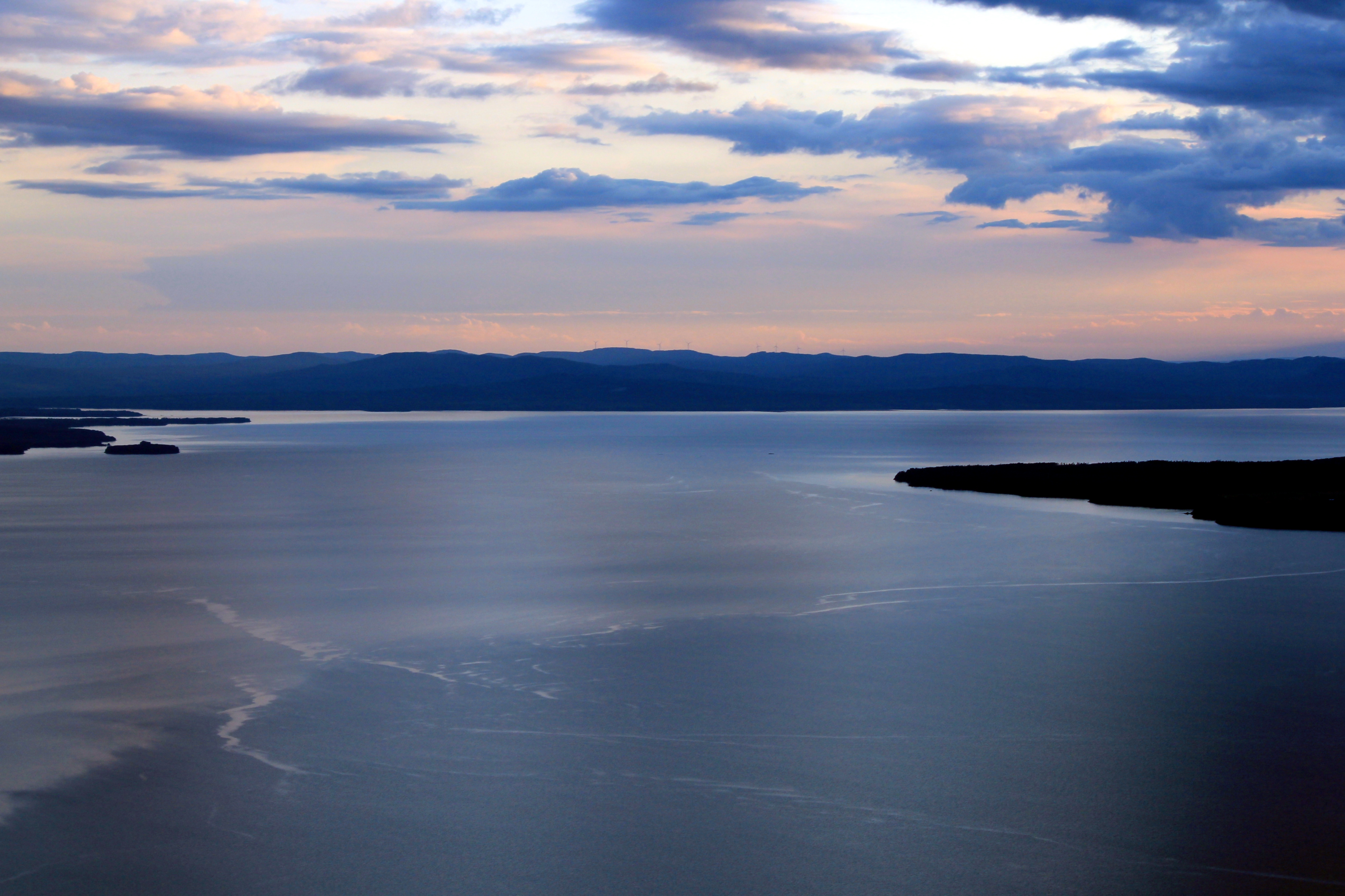
Siljan sett från ett segelflygplan över Rättvik.
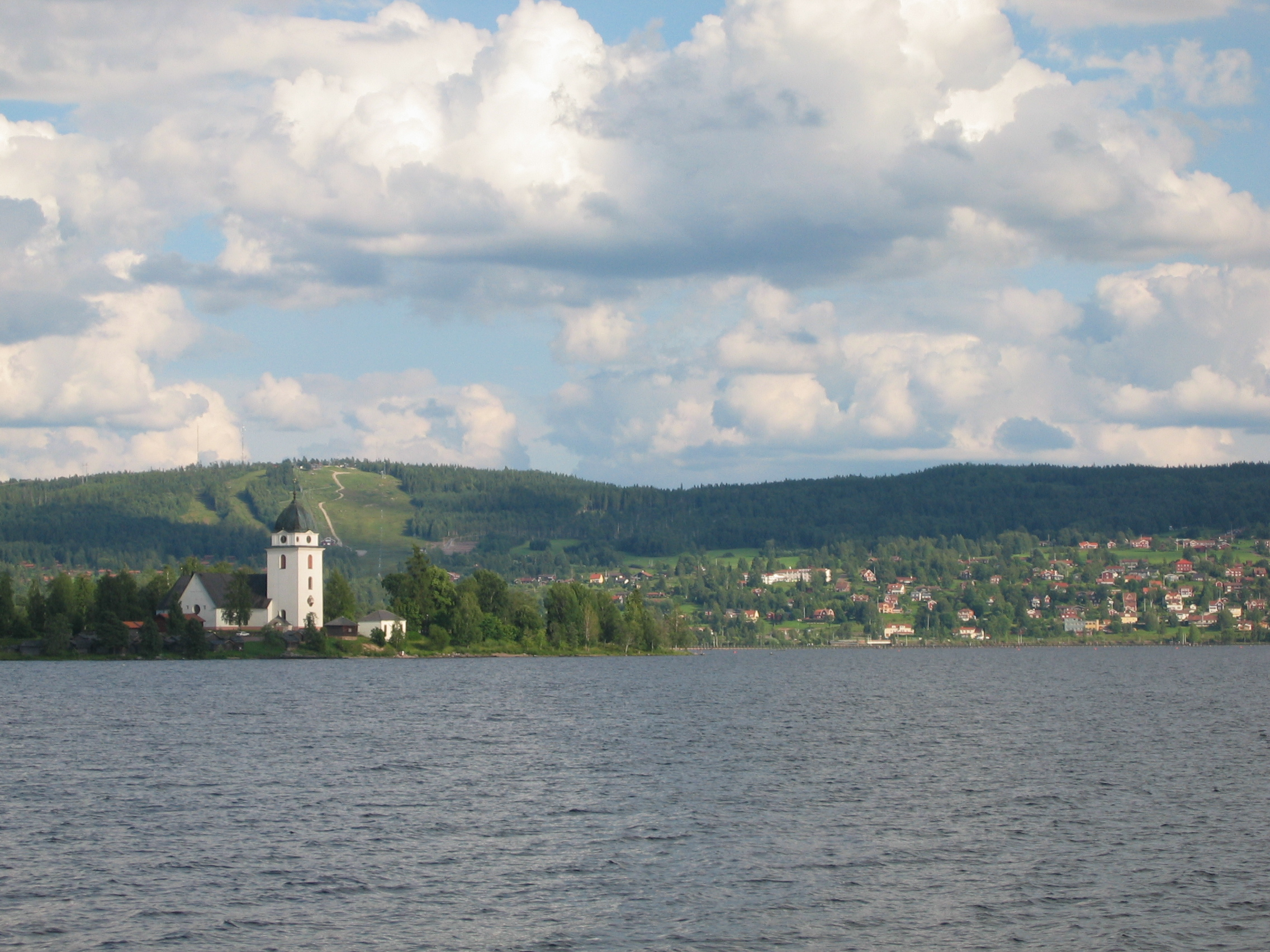
Rättviks kyrka över Siljan.
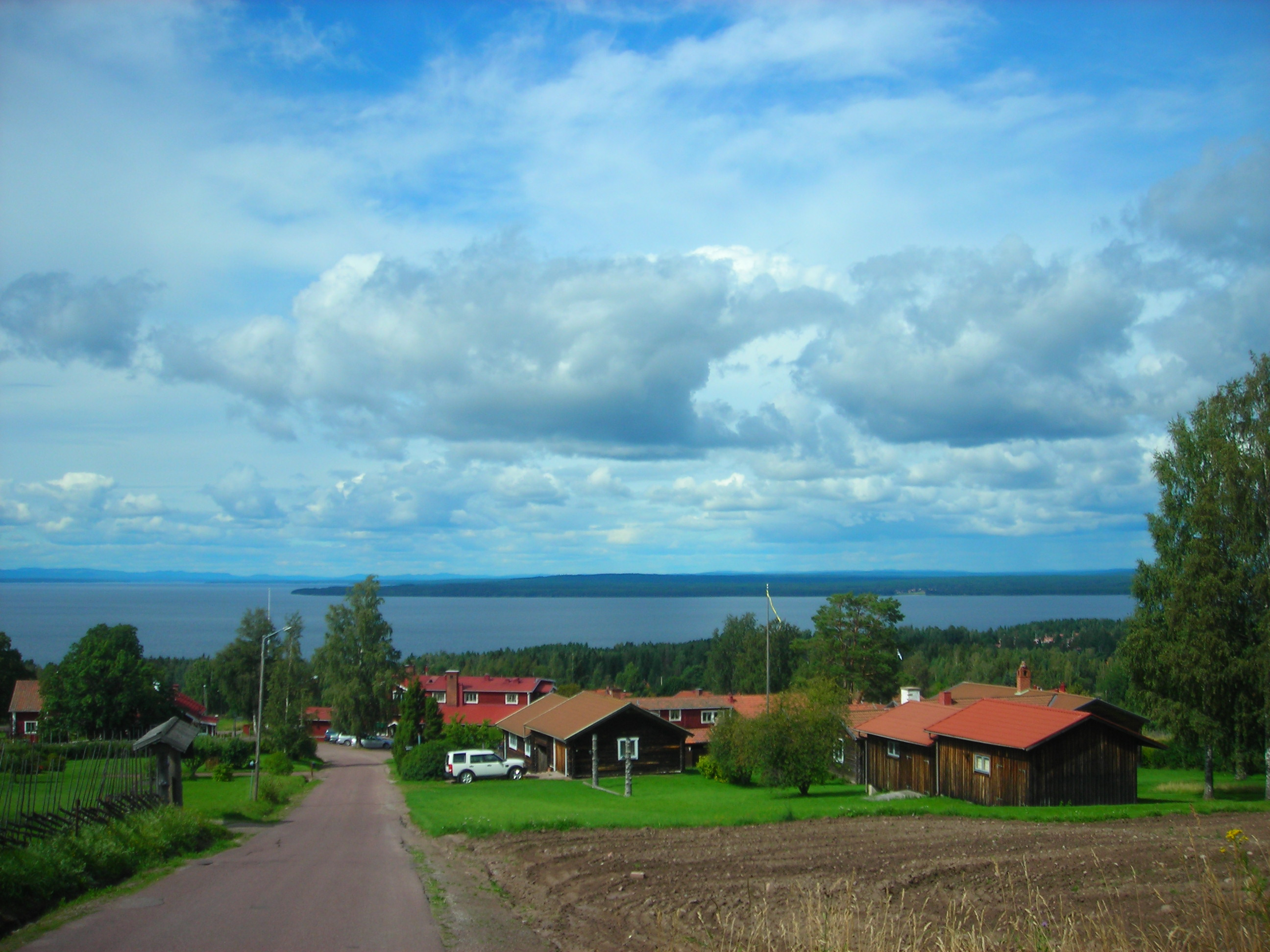
Vy över Siljan från Tällberg.
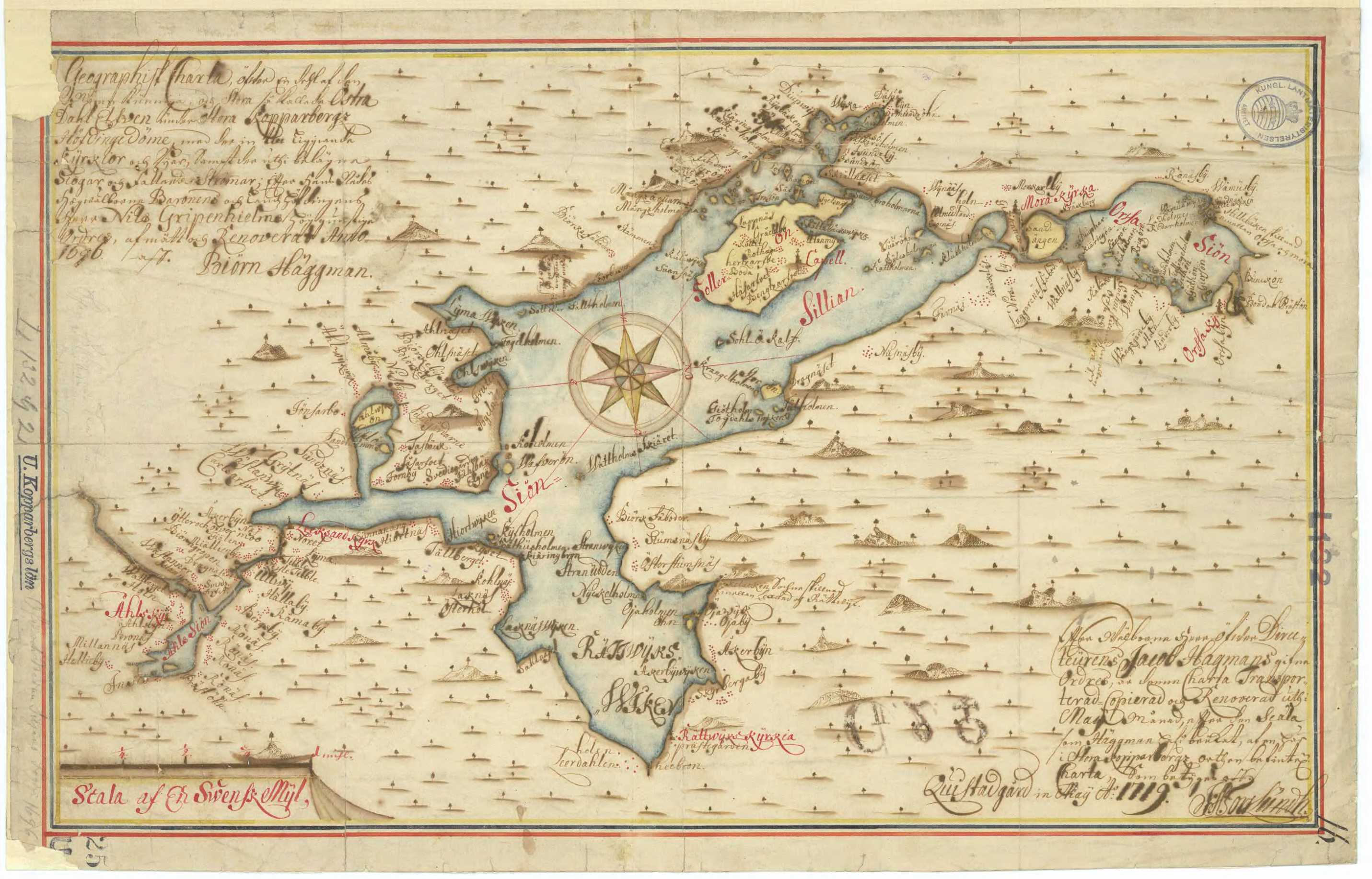
Karta över Siljan från 1719.
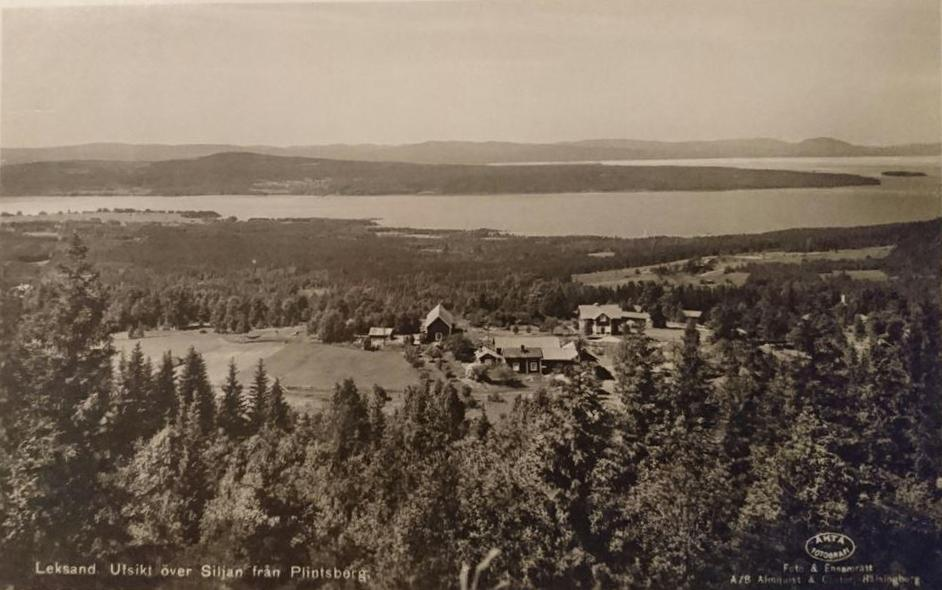
Utsikt över Siljan från Plintsberg

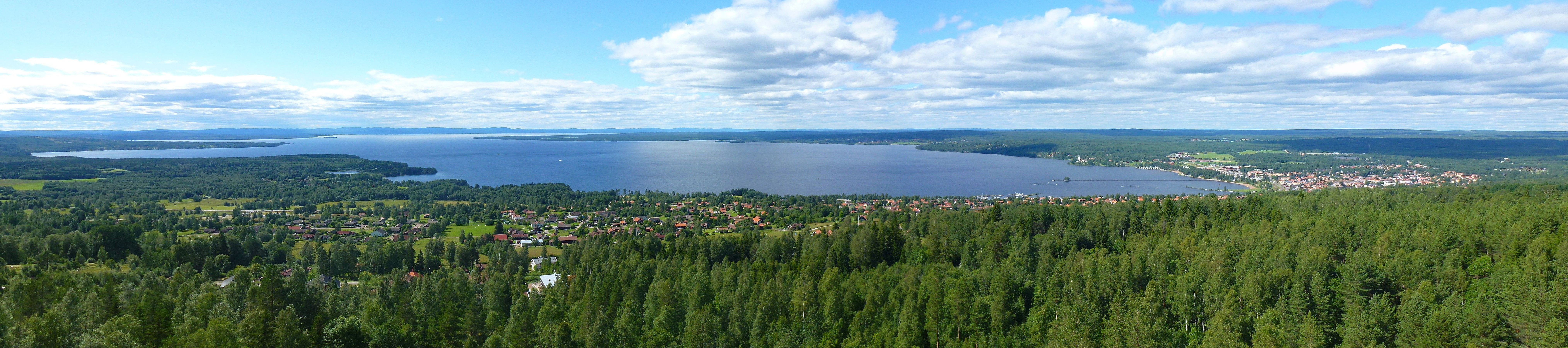
Vy över Siljan från utsiktstornet Vidablick i Rättvik

## Fisk
Vid provfiske har följande fisk fångats i sjön:
- Abborre
- Gärs
- Lake
- Löja
- Mört
- Nors
- Sik
- Siklöja
- Spigg (obestämd)
- Stäm

Även "istidsfisken" Hornsimpa förekommer i de djupaste delarna av Siljan och har fångats vid ett par tillfällen under 1900-talet.